# Martin Palincsár
Martin Palincsár est un footballeur hongrois né le 3 janvier 1999 à Esztergom. Il joue au poste de milieu de terrain au MTK Budapest. 

## Biographie

### En club
Il joue son premier match avec le MTK Budapest le 4 août 2019, contre le Ferencváros TC. 
Il est prêté lors de la phase retour de la saison 2017-2018 au Budaörsi SC, puis lors de la saison 2018-2019 au Monori SE.

### En sélection
Avec les moins de 18 ans, il inscrit trois buts, contre la Slovaquie, la Turquie et la Suède.
Avec les espoirs, il participe au championnat d'Europe espoirs en 2021. Lors de cette compétition organisée en Hongrie et en Slovénie, il joue deux matchs. Avec un bilan catastrophique de trois défaites en trois matchs, onze buts encaissés et deux buts marqués, la Hongrie est éliminée dès le premier tour.